# Hudba Němců z českých zemí
Hudba Němců z českých zemí (či méně přesně hudba českých Němců, německá hudba v českých zemích apod., v němčině pak deutschböhmische /resp. deutschmährische / Musik) je souhrnné označení hudební kultury, tvorby a dalších hudebních aktivit a projevů hudebního života obyvatel Čech, Moravy a české části Slezska, kteří se hlásili k německé národnosti.

## Vymezení pojmu
Jelikož čeština, na rozdíl od němčiny nerozlišuje výraz pro osoby české národnosti (tschechisch) a osoby pocházející z českého území (böhmisch – tedy i čeští Němci / böhmische Deutscher, deutschböhmisch, Deutschböhmer apod.), bývá někdy problematické určit přesné označení v hudební praxi, či publicistice a muzikologii, a to zejména v době emancipace jednotlivých národností a nacionalismu konce 19. a počátku 20. století.
Zároveň je problematické určení, zda se jednotliví autoři počítají mezi Čechy nebo české (resp. moravské, či slezské) Němce. Snad jediným adekvátním kritériem by mohlo být, zda se sami řadili k tomu či onomu etniku. V této souvislosti je třeba dodat, že označením Němci z českých zemí se rozumějí německy orientované osoby jazykově, etnicky i národnostně, které se narodily v českých zemích, a to i bez ohledu na to, zda dále působili tamtéž, nebo zda například emigrovali, do jiných zemí či do Německa a Rakouska). Mezi tyto osoby lze zahrnou také ty, kteří se narodili i mimo samotné teritorium českých zemí (tedy především v Německu a Rakousku, ale například také v některé z německých enkláv ve východních oblastech s výrazným podílem německého obyvatelstva), a kteří svou působností byli dlouhodobě spjati s hudebním životem a kulturou českých zemí. 

## Historie

### Nejstarší dějiny
Přítomnost germánských kmenů na českých územích je doložená před příchodem Slovanů. Ty potom opouštěly toto teritorium a postupovaly dále na západ, některé zemědělské germánské osady možná splynuly se slovanskými. V 10. a 11. století v  českých zemích nebyly skupiny jiných národností, mj. i Němců, ještě příliš početné. Příliv německých kolonistů zesílil ve 13. a 14. století v důsledku osidlovacích aktivit českých panovníků.
Jelikož německé etnikum v průběhu dějin v českých zemích tvořilo na mnoha místech městskou i venkovskou vrchnost (vesnice podle „německého“ práva), stejně jako silné zastoupení v církevních institucích, v řadách kléru i mezi řádovými řeholníky, existovaly zde přirozeně projevy hudebnosti.
V dalších středověkých vlnách pak příslušníci německé národnosti pronikali na území českých zemí postupně při různě motivovaných příležitostech. Jednou z takových příležitostí byl jistě příchod německých kleriků a vzdělanců s duchovními misiemi z říše, tzn. ze salcburského arcibiskupství a řezenského a pasovského biskupství. To se týkalo ještě Velké Moravy, a později Čech a formujícího se českého státu. Dalším z významných projevů byla obvyklá praxe při sestavování hudebního doprovodu ke slavnostním událostem jako svatby, křty, pohřby apod., kdy bylo vedle českých potulných muzikantů, využíváno služeb také hudebníků z Rakous a německých území. V hudbě existuje také otázka „němectví“ samotných českých panovníků (přemyslovských knížat a králů), v souvislosti s orientací na říšské politické i kulturní dění (zejména např. u krále Václava II. ad.), neboť i v družinách českých knížat působila řada německých hudebníků domácích i ze zahraničí.
Jak dokládá např. Dalimilova kronika, je ve 14. století patrná vlna českého odporu proti českému němectví v oblasti kultury. 
Německá kultura z českých zemí měla ve středověku velký vliv na celkovou kulturu německou. Z důvodu vyrovnávání středo- a jihoněmeckých nářečí v rámci kolonizovaných východních území říše, usiluje Karel IV. a pražské císařské úřady o kodifikaci psané němčiny, což mělo dalekosáhlý význam pro vznik spisovné němčiny. 

## Panovnický dvůr

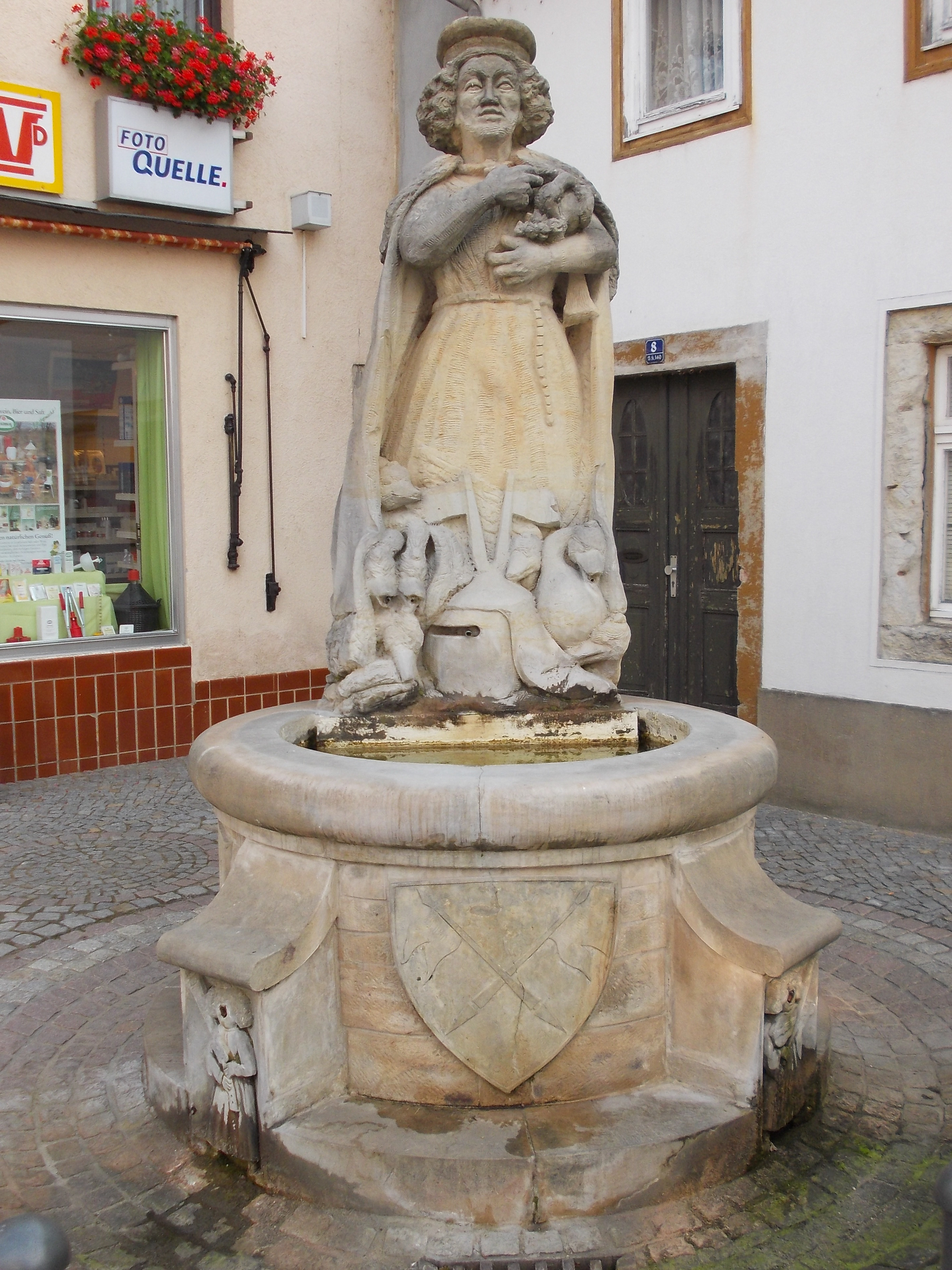
Socha Henricha Migelinka na studni Heinrichsbrunnen v Mügelnu

Mezi nejvýznamnější místa výskytu německých hudebníků (vedle ostatních národností) byl dvůr českých králů. Mezi zdejší fenomény patří výskyt minnesangu v českém prostředí, když v polovině 14. století na lucemburském dvoře působil pěvec Heinrich von Mügeln, či Milich Pražský. Komponování milostné písně se věnoval později i samotný Václav IV.
Nástup Habsburků na český trůn roku 1526 s sebou přinesl uvolnění politické a kulturní izolace českých zemí, neboť došlo k zesílení migrace obyvatelstva i obchodu v rámci říše.  Jednou z nejvýznamnějších osobností v tomto směru byl bezpochyby císař Rudolf II., jehož dvorní kapela, víceméně zděděná po otci, zůstala zachována téměř beze změn. Coby císař Svaté říše římské a německých národů podporoval hudbu ve všech částech impéria. Existují však náznaky, že hudba pro něho znamenala víc, než pouhý mocenský prostředek. Byl obklopen hudbou dvorních trumpetistů, i chrámovou až ezoterickou hudbou. Rudolfinská kapela sestávala převážně z hudebníků německých, italských, nizozemských a českých, a to až do Rudolfovy smrti. 